# Antidiabético oral

Metformina, un antidiabético oral

Un antidiabético oral es un fármaco que se administra por vía oral, que actúa disminuyendo los niveles de glucemia por lo que también se llama hipoglucemiante oral, aunque es un término que va en desuso. Los antidiabéticos orales se utilizan para tratar la diabetes mellitus tipo 2, al reducir la hiperglucemia que padecen.

## Clasificación
Existen cinco grandes familias de antidiabéticos según su forma de actuar sobre la glucemia que son:
1. Secretagogos, cuya acción estimula la secreción de insulina:
  1. Sulfonilureas: Estimulan la secreción endógena de insulina por parte de los islotes pancreáticos.
  2. Meglitinidas o glinidas: Actúan sobre las células beta en un sitio distinto a las sulfonilureas.
2. Sensibilizantes
  1. Biguanidas: Reducen la síntesis hepática de glucosa, inhiben su absorción intestinal y aumentan la sensibilidad periférica de la insulina.
  2. Tiazolidinedionas o glitazonas: Mejoran la sensibilidad celular a la insulina.
3. Inhibidores de la alfa-glucosidasa intestinal: Reducen la absorción de glucosa en el intestino delgado.
4. Análogos tipo proteínas:
  1. Inhibidores de la Di-Peptidil-Peptidasa-IV (DPP4): inhiben la acción de esta enzima favoreciendo la acción de las hormonas llamadas incretinas sobre sus órganos diana.
  2. Incretinas, un péptido similar al glucagón tipo 1 (GLP1)
5. Gliflozinas:
  1. Inhibidores de sodio glucosa tipo 2 (SGTL2)

También se suele clasificar los antidiabéticos orales en aquellos que son antihiperglicemiantes, es decir, evitan la sobreconcentración de glucosa en el plasma sanguíneo, como las biguanidas, glitazonas y los inhibidores de la alfa-glucosidasa, que mejoran la resistencia periférica a la acción de la insulina. El otro grupo son los verdaderos hipoglucemiantes, pues estimulan a la célula beta del páncreas para que produzca más insulina, de modo que reducen de manera indirecta la concentración circulante de glucosa, los llamados secretagogos, incluyendo las sulfonilureas y las meglitnidas.

## Farmacoterapia
Se espera que los pacientes con diabetes mellitus tipo 2 mejoren su condición metabólica con cambios en la dieta y otras modificaciones en el estilo de vida incluyendo el ejercicio que aumenta la sensibilidad a la acción de la insulina. Cuando estas medidas han fallado se añade el tratamiento farmacológico, incluyendo los antidiabéticos orales y la insulinoterapia. Se pueden indicar monoterapias o terapias combinadas de medicamentos, fundamentalmente la metformina con una sulfonilurea o insulina, etc.
Cuando se indica la combinación de un antidiabético oral con la insulina, siempre se usa la insulina de acción intermedia o prolongada, llamada por sus siglas NPH y en horario nocturno.
- Datos: Q11679871